# Ettayapuram

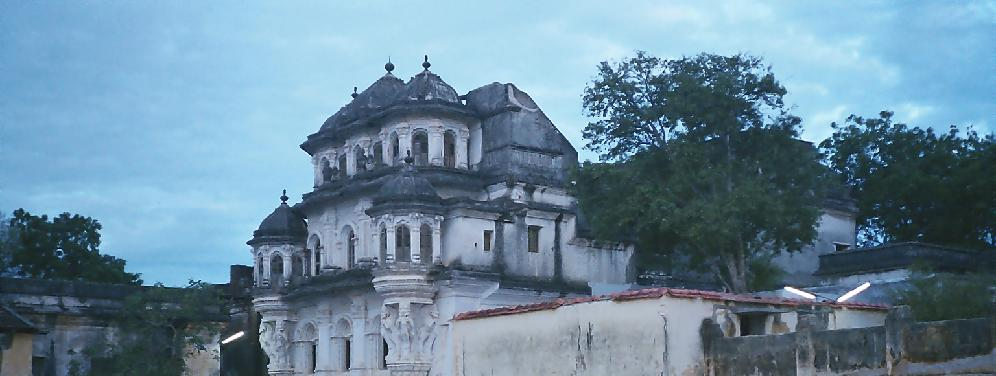
Ruínas de um palácio em Ettayapuram.

Ettayapuram (எட்டையாபுரம் no distrito de Tamil) é uma panchayat (vila) em Thoothukudi, no estado indiano de Tâmil Nadu.

## Demografia
Segundo o censo de 2001,  Ettayapuram  tinha uma população de 12,800 habitantes. Os indivíduos do sexo masculino constituem 48% da população e os do sexo feminino 52%. Ettayapuram tem uma taxa de literacia de 69%, superior à média nacional de 59.5%: a literacia no sexo masculino é de 78% e no sexo feminino é de 61%. Em Ettayapuram, 10% da população está abaixo dos 6 anos de idade.